# Rennbahnweg
Rennbahnweg – jedna ze stacji metra w Wiedniu na linii U1. Została otwarta 2 września 2006. 
Znajduje się w 22. dzielnicy Donaustadt, równolegle do Wagramerstraße na wysokości Rennbahnweg. Tytułowa Rennbahnweg została nazwana w 1928 roku do wcześniej istniejącego w tym miejscu tymczasowego toru Wiedeńskiego Stowarzyszenia Jeździectwa.